# Степное (Токмакский район)
Степно́е либо Степово́е (укр. Степове, до 2016 г. — Комсомо́льское) — село,
Таврийский сельский совет,
Токмакский район,
Запорожская область,
Украина.
Код КОАТУУ — 2325284403. Население по переписи 2001 года составляло 48 человек.

## Географическое положение
Село находится на расстоянии в 2,5 км от села Терноватое (Васильевский район) и в 4-х км от села Мирное (Ореховский район).

## История
- 1850 год — дата основания села Гайберг как немецкой колонии.
- В конце 1943 года, после освобождения от нацистской оккупации, переименовано в село Комсомо́льское, названное в честь ВЛКСМ (Всесоюзного Ленинского союза молодёжи).
- В мае 2016 года постановлением № 1353-VIII[10] название села было «декоммунизировано»[11][12] ВРУ и оно было переименовано ими в село Степное[3][4][5][6][7][8].